# 石门乡 (威宁县)

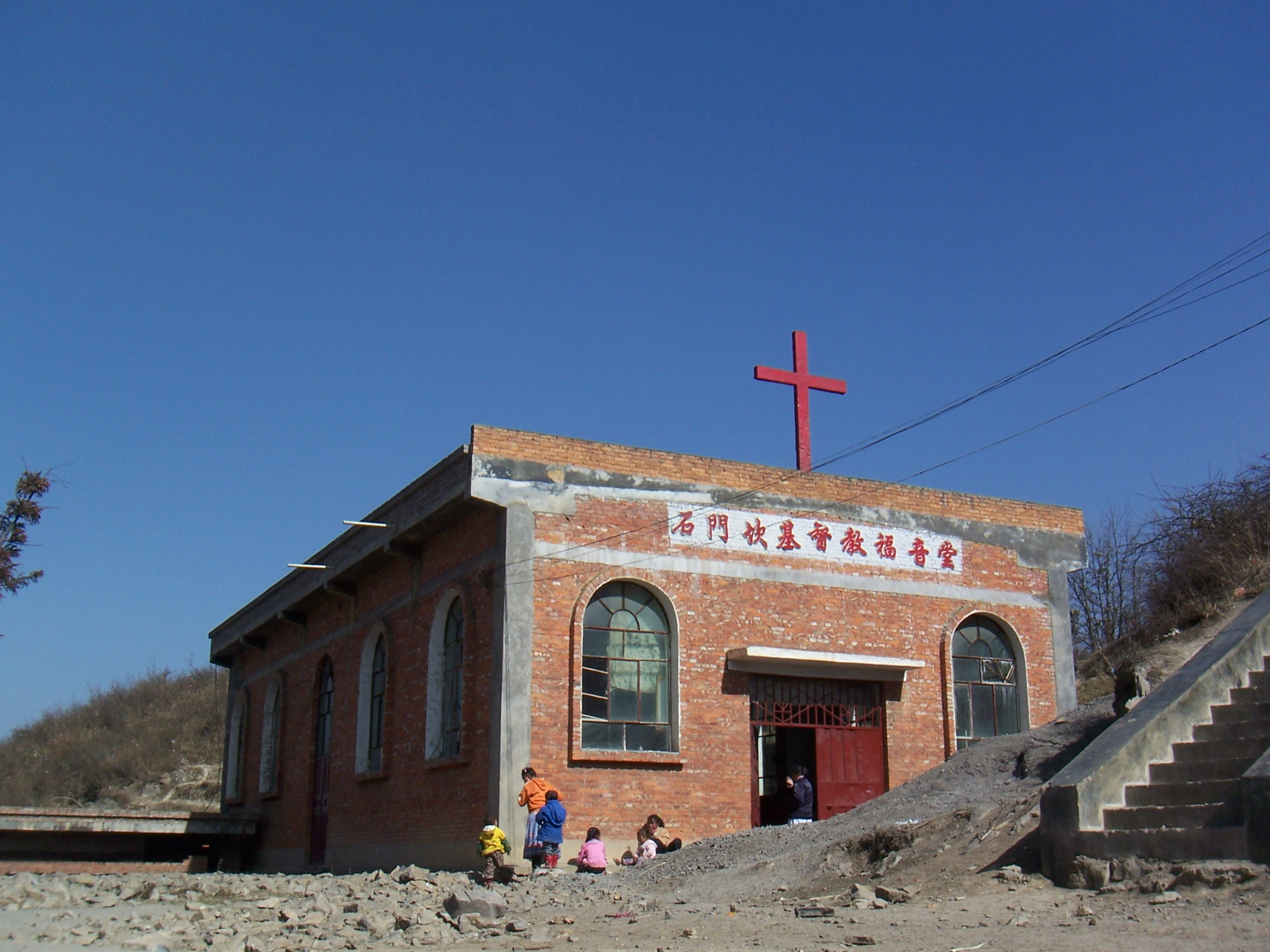
石门坎的基督教堂

石门乡位于贵州省威宁彝族回族苗族自治县西北部，因乡政府位于石门坎而得名。距县城草海镇140公里。全乡总面积140.59平方公里，辖14个行政村，87个村民组。乡政府驻石门坎村。
全乡总人口1万6167人，其中少数民族4278人，有苗、彝、回等民族。
基督教曾在石门乡非常盛行，1905年，英国卫理公会传教士柏格理应大花苗的邀请，来当地传教。柏格理在当地兴建了教堂、医院和学校，并为当地苗民引进了土豆、玉米等农作物以及农业试验场。他还为当地苗民改进了土灶和纺织机，并在当地人的帮助下，历史上第一次为苗语创建了书写系统：滇东北老苗文。柏格理及其他传教士还试图按照西方的习惯改良当地的风俗，引入了多种体育、文化运动，并坚持举办端午节运动会，成为全苗族的盛会。
在短短时间内，石门坎一跃成为中国西南地区经济、文化最为发达的地区之一，全民受教育程度甚至超过了同时代的许多汉族地区，石门坎中学校友中甚至拥有博士两名，23人进入大学学习，著名人物包括杨汉先、张超伦等。因此，当时石门坎被称为"西南苗族最高文化区"。 
中华人民共和国建立后，由于不善管理，石门乡现在是威宁县最贫困的地区之一。
石门乡下辖以下地区：
荣和村、女姑村、新民村、民主村、高潮村、新龙村、新合村、河坝村、年丰村、团结村、营坪村、泉发村、草原村和锅厂村。